# Juventino Rosas
Juventino Rosas (José Juventino Policarpo Rosas Cadenas), född 25 januari 1868 i Santa Cruz de Galeana i Mexiko, död 9 juli 1894 i Surgidero de Batabanó på Kuba, var en mexikansk kompositör.
Hans vals Sobre las olas (Över vågorna) har blivit en standardlåt inom New Orleansjazzen.

## Kompositioner
I. Valser
- Dos pensamientos (skriven före 1888, utan utgivare)
- Sobre las olas (1888, A. Wagner y Levien, Mexico City)
- Carmen (1888, A. Wagner y Levien, Mexico City/Friedrich Hofmeister, Leipzig)
- Amelia (1890, A. Wagner y Levien, Mexico City/Friedrich Hofmeister, Leipzig)
- Aurora (1890, A. Wagner y Levien, Mexico City/Friedrich Hofmeister, Leipzig)
- Ensueño seductor (1890; A. Wagner y Levien, Mexico City/Friedrich Hofmeister, Leipzig)
- Ilusiones juveniles (1890, A. Wagner y Levien, Mexico City/Friedrich Hofmeister, Leipzig)
- Eva (1888-1891, utgivare inte klargjort, antagligen A. Wagner y Levien, Mexico City)
- Josefina (1892, A. Wagner y Levien Sucs., Mexico City/Friedrich Hofmeister, Leipzig)
- Flores de margarita (1893, Eduardo Gariel, Saltillo/Robert Forberg, Leipzig)
- Soledad (1893, Eduardo Gariel, Saltillo/Robert Forberg, Leipzig)

II. Polkor 
- La cantinera (1888, A. Wagner y Levien, Mexico City/Friedrich Hofmeister, Leipzig)
- Carmela (1890, A. Wagner y Levien, Mexico City/Friedrich Hofmeister, Leipzig)
- Ojos negros (1891, A. Wagner y Levien, Mexico City/Friedrich Hofmeister, Leipzig)
- Flores de México (1893, Eduardo Gariel, Saltillo/Robert Forberg, Leipzig)

III. Mazurkor 
- Acuérdate (före 1888, A. Wagner y Levien, Mexico City)
- Lejos de ti (före 1888, H. Nagl. Sucs.)
- Juanita (1890, A. Wagner y Levien Sucs., Mexico City/Friedrich Hofmeister, Leipzig)
- Último adiós (1899, A. Wagner y Levien Sucs., Mexico City/Friedrich Hofmeister, Leipzig)

IV. Schottisar
- El sueño de las flores (före 1888, A. Wagner y Levien, Mexico City/Friedrich Hofmeister, Leipzig)
- Floricultura-Schottisch (före 1888, A. Wagner y Levien, Mexico City/Friedrich Hofmeister, Leipzig)
- Lazos de amor (1888, A. Wagner y Levien Sucs., Mexico City/Friedrich Hofmeister, Leipzig)
- Julia (1890, A. Wagner y Levien Sucs., Mexico City/Friedrich Hofmeister, Leipzig)
- Salud y pesetas (1890, A. Wagner y Levien Sucs., Mexico City/Friedrich Hofmeister, Leipzig)
- Juventa (1892, A. Wagner y Levien Sucs., Mexico City/Friedrich Hofmeister, Leipzig)
- El espirituano (1894, autograf vid Archivo Provincial de Sancti Spíritus, Kuba)

V. Danzas  
- A Lupe (1888, A. Wagner y Levien, Mexico City/Friedrich Hofmeister, Leipzig)
- En el casino (1888, A. Wagner y Levien, Mexico City/Friedrich Hofmeister, Leipzig)
- Juanita (1888, A. Wagner y Levien, Mexico City/Friedrich Hofmeister, Leipzig)
- No me acuerdo (1888, A. Wagner y Levien, Mexico City/Friedrich Hofmeister, Leipzig)
- ¡Qué bueno! (1888, A. Wagner y Levien, Mexico City/Friedrich Hofmeister, Leipzig)
- ¿Y para qué? (1888, A. Wagner y Levien, Mexico City/Friedrich Hofmeister, Leipzig)
- Flores de Romana (1893, Eduardo Gariel, Saltillo)